# Càmper (autocaravana)
Un càmper és un vehicle que proporciona tant el transport i allotjament per dormir autopropulsats. El terme descriu principalment furgonetes equipades, sovint amb una carrosseria dissenyada expressament per a un ús com a allotjament.

## Ambigüitat amb l'autocaravana

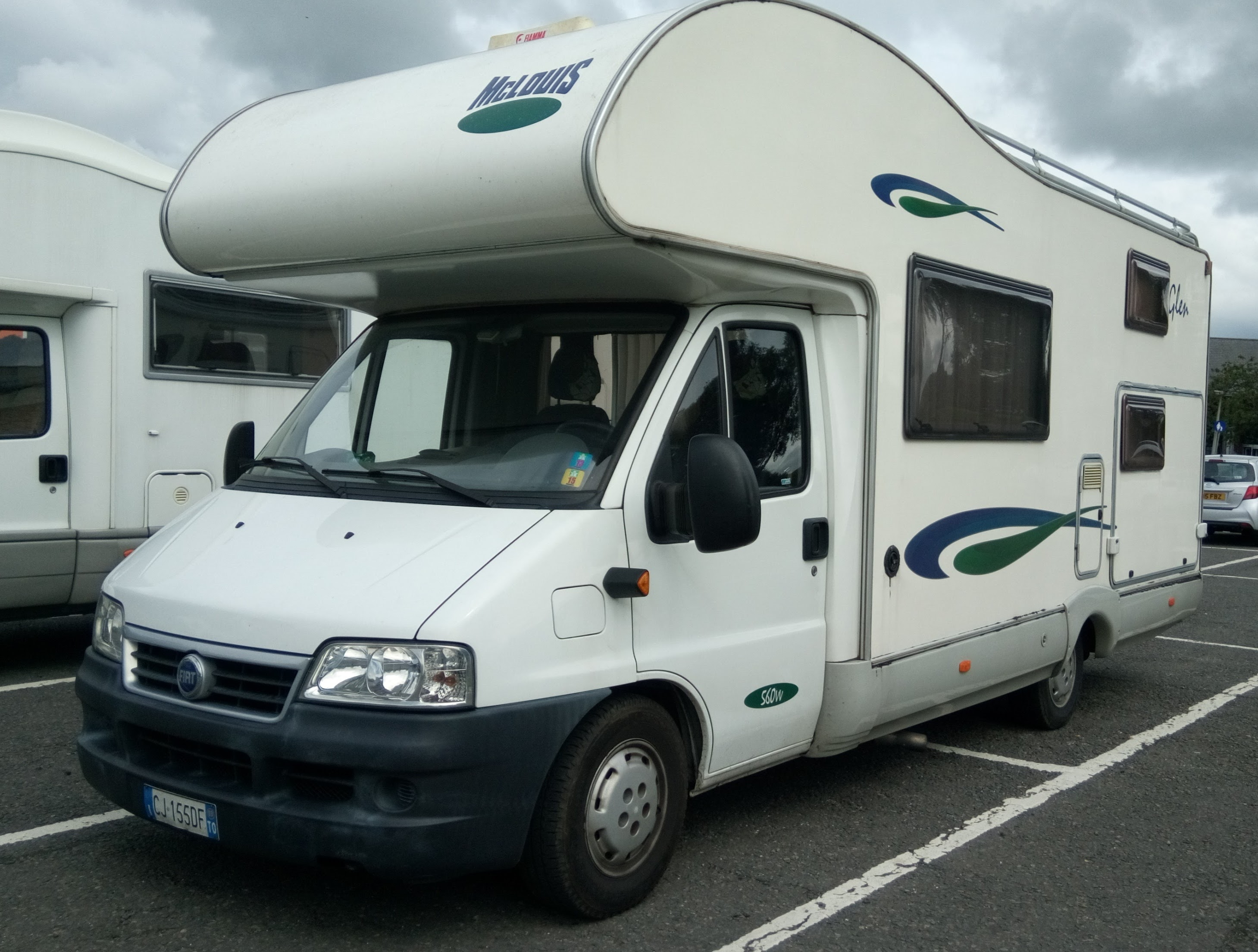
Un autocaravana Fiat construït amb autocar

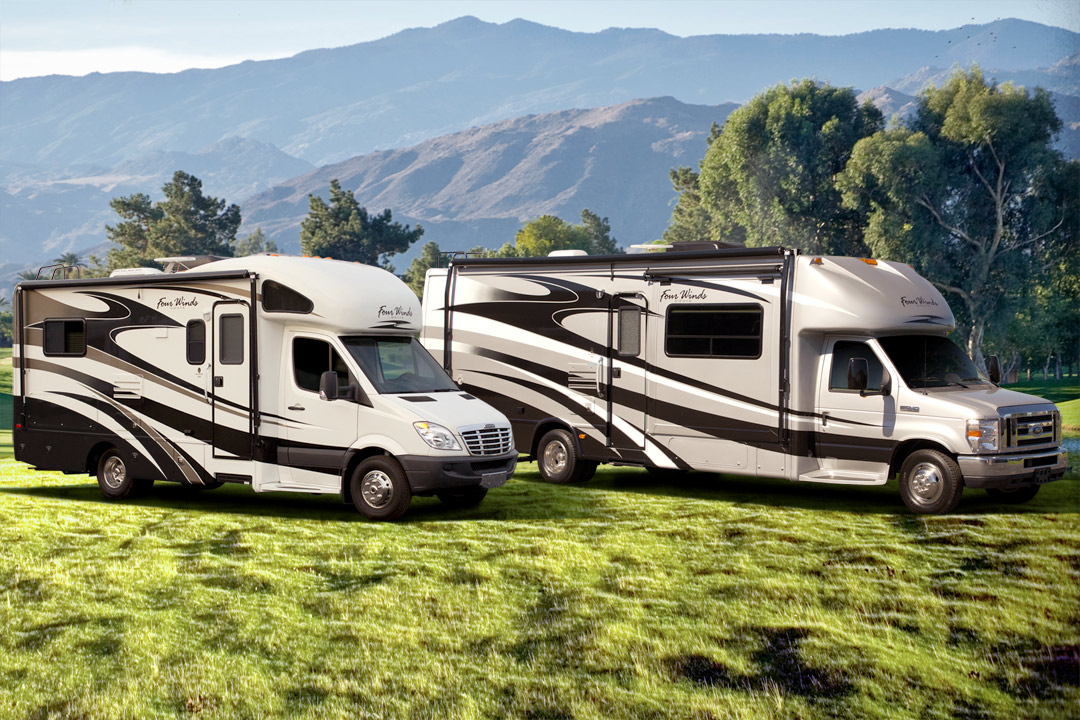
Dos furgonetes de classe C, un Freightliner Sprinter (esquerra) i un xassís Ford E-Series (dreta).

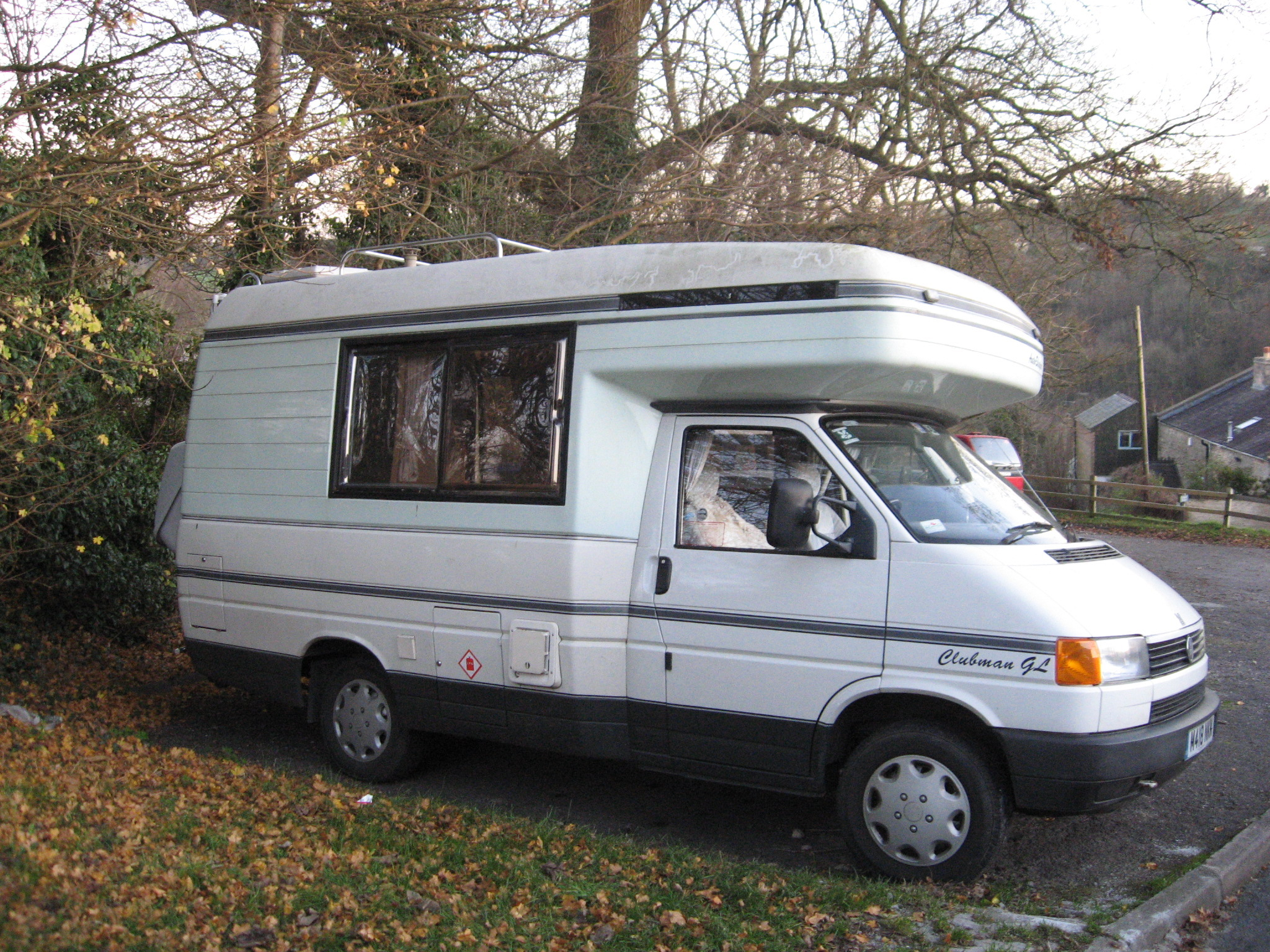
Volkswagen Autosleeper Clubman GL, un autocaravana típic europeu

El terme autocaravana de vegades s'utilitza indistintament amb càmper, però el primer acostuma a ser un vehicle més gran que un càmper i pretén ser més còmode, mentre que el segon es preocupa més per la facilitat de moviment i el cost més baix. Per exemple, a alguns càmpers els falten lavabos i dutxes incorporats, o bé hi ha una separació entre el compartiment d'estar i la cabina del conductor.

## Prestacions
Les autocaravanes es poden equipar amb un sostre "emergent" que s'aixeca durant l'acampada o un sostre fix, compartit amb la furgoneta comercial que constitueix la base del vehicle (normalment un model "alt"), o bé com a part d'una carrosseria personalitzada.
Les autocaravanes solen tenir una petita cuina amb nevera (que sovint es pot accionar mitjançant una elecció de gas, bateria o electricitat) i una placa de cuina de gas de dos focs i una graella. En general, tenen il·luminació de doble voltatge que pot funcionar a partir d'una bateria individual (que no sigui la bateria de furgoneta) coneguda com a bateria de cicle profund o d'oci, o bé d'alimentació de corrent altern, subministrada en un càmping mitjançant un cable connectat. Els models més grans poden incloure un escalfador d'aigua, calefacció i aire condicionat, un lavabo portàtil i fins i tot una dutxa interna. Els models més petits solen portar un vàter portàtil "porta-potty" i, de vegades, una dutxa externa que funciona dins de la intimitat d'un tendal.
El terme "Dormobile” de vegades s'utilitza de manera genèrica al Regne Unit, gràcies a una marca de conversió molt popular, i "Kombi" s'utilitza a Austràlia i a altres països. La popularitat d'aquest tipus es va expandir a la dècada de 1950, després que Volkswagen va encarregar a la companyia Westfalia que utilitzés la versió Kombi del seu transportador tipus 2 com a base per a una autocaravana.

## Variacions fora de carretera
Sovint anomenats autocaravana 4WD o 4x4, aquests vehicles són perfectes per sortir dels camins rurals i explorar carreteres no asfaltades. Alguns models inclouen tendes de campanya expansibles muntades al sostre, mentre que altres tenen sostres emergents per poder disposar de més espai per dormir i emmagatzematge.

## Volkswagen Clàssica i altres càmpers

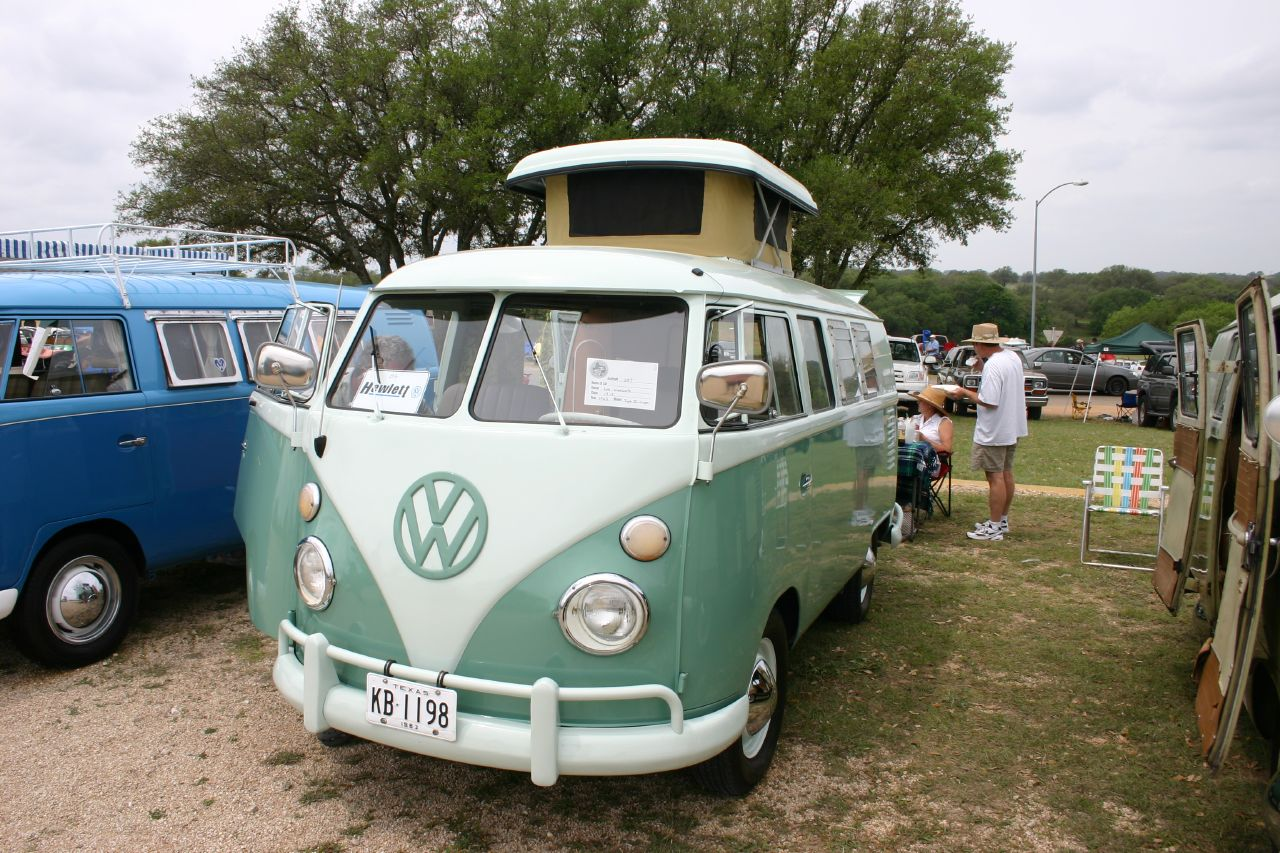
Volkswagen Camper Clàssica

Hi ha diversos tipus d'autocaravana tots fabricats per Volkswagen, però depenent de la seva edat se'ls coneix col·loquialment com sigui un Splitty (parabrisa dividit) un bay (parabrisa emmarcat Bay) o un bricky (una furgoneta amb forma de totxana).
Tot i que és menys popular, Mercedes també va fabricar una furgoneta de mida similar i les conversions eren raonablement habituals als anys seixanta i setanta. De la mateixa mida i època n'és la conversió Commer Spacevan britànica.

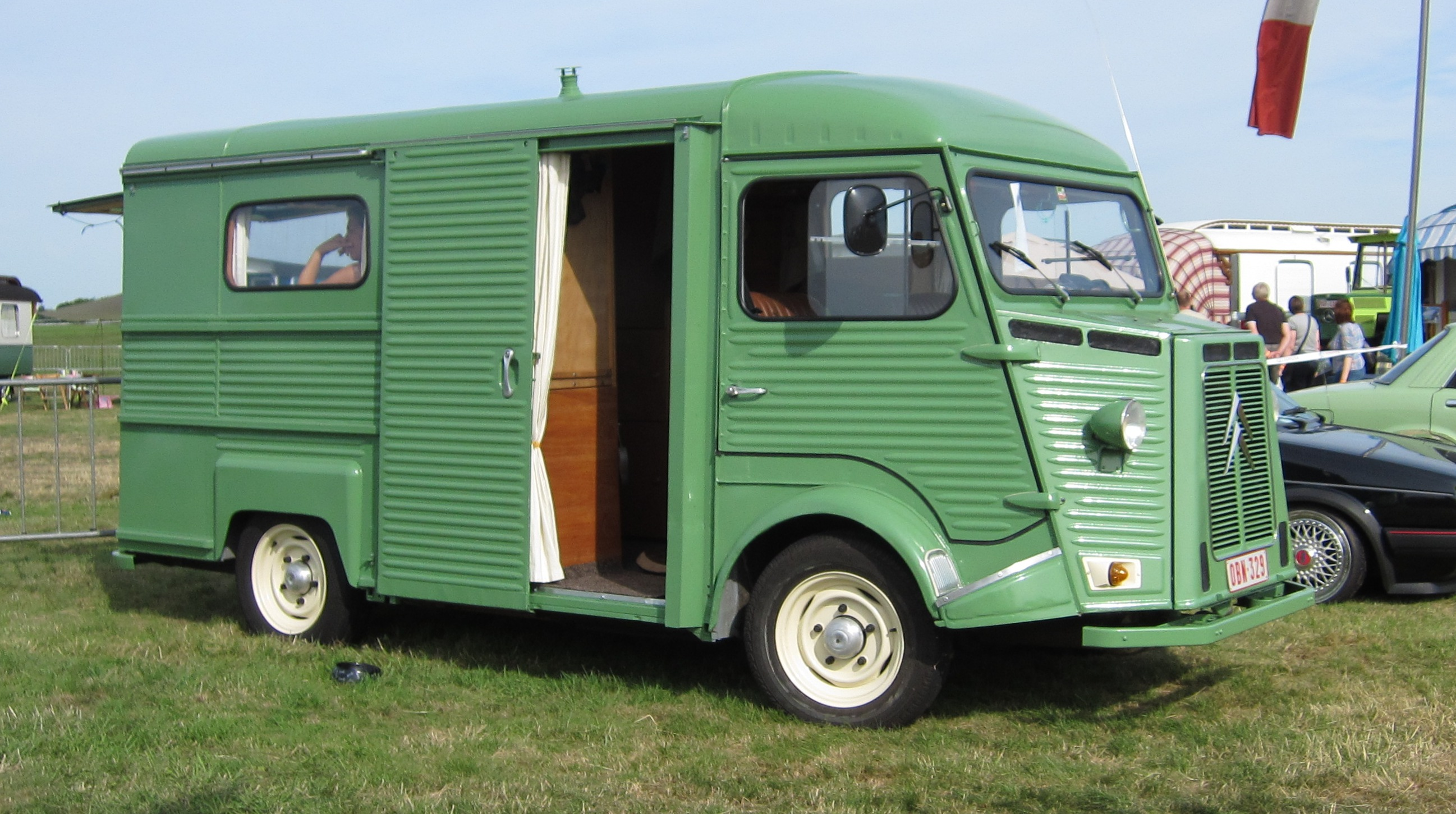
Versió holandesa, amb portes no suïcides, de Citroën H-Van Camper

A Europa, el Citroën H-Van també s'ha utilitzat com a base per a convertir-les en models de càmper i és popular entre els usuaris holandesos i belgues en particular. N'hi ha diverses configuracions d'alçada i longitud i, en totes les versions, tenia un terra baix i un sostre alt, herència d'un dels seus usos originals com a botiga mòbil.
Les furgonetes japoneses modernes de mida mitjana, com el Toyota Hiace, de vegades es modificaven per aconseguir l'aspecte d'una Volkswagen clàssica.

## Nou concepte d'autocaravana
El càmper és una furgoneta convertida en una casa de viatge. La zona de càrrega posterior es converteix en una zona de llit doble complet, normalment amb un marc d'alumini fabricat. Tot l'equip necessari per instal·lar-se en un càmping ben equipat s'emmagatzema sota el llit doble amb accés a través de zones tapades sota el llit. A diferència d'una furgoneta estàndard, on s'ha d'eliminar l'equipament de càmping abans de dormir o instal·lar una tenda de campanya, el càmper és autònom.

## Classificacions de mides i tipus britàniques i europees

### Classe A
Semblant als vehicles recreatius nord-americans de classe A (de vegades coneguts genèricament com a "Winnebagos"), però generalment encara més petits a Europa. Totalment construïdes sobre un xassís de furgonetes de mitjana a gran, a partir de 7,5 tones i més. Molt equipades, de vegades amb extensions corredisses (laterals) accionades elèctricament a l'espai habitable, generadors eòlics d'electricitat i en models molt grans (a escala nord-americana), de vegades fins i tot equipades amb un garatge hidràulic capaç de transportar un cotxe petit.
Els vehicles de classe A més petits (de menys de 7,5 tones) també són populars a Europa, de mida similar a Overcab Coachbuilts, però sense la cabina dels vehicles base. Al seu lloc, s'afegeix una cabina (més ampla) que permet instal·lar un llit desplegable a sobre. Es reconeixen pels seus grans parabrises corbats.

### Overcab (OC)

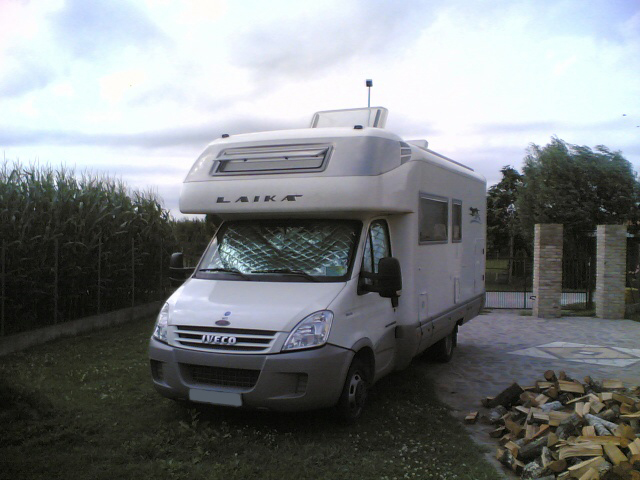
Típic càmper "overcab" en una base de furgoneta Iveco relativament gran

El cos de la carrosseria, que conserva la cabina de la furgoneta base, amb una zona elevada de furgoneta Luton sobre la cabina que conté un llit. Altres llits es poden fixar al seu lloc, construir-se mitjançant seients i taules mòbils o baixar-se del sostre. normalment té instal·lades cabines de dutxa i vàter. De vegades inclou un garatge per a bicicletes i pot ser prou gran per suportar un remolc per a un petit cotxe urbà. Aproximadament comparable a la classe C nord-americana.
Els vehicles base més habituals en són el Fiat Ducato, el Renault Master i el Ford Transit.

### Perfil baix
És una furgoneta però sense llit elevat sobre la cabina. Altres llits es poden fixar al seu lloc, construir-se mitjançant seients i taules mòbils o baixar-se del sostre. La dutxa i vàter normalment ja estan instal·lades. Es poden transportar garatges i accessoris per al remolc, tal com es fa amb els dissenys d'overcabs.
Els vehicles base típics són variants més lleugeres o de motor més petit dels mateixos vehicles que s'utilitzen per als dissenys de sobrecabes.

### High top (HT)

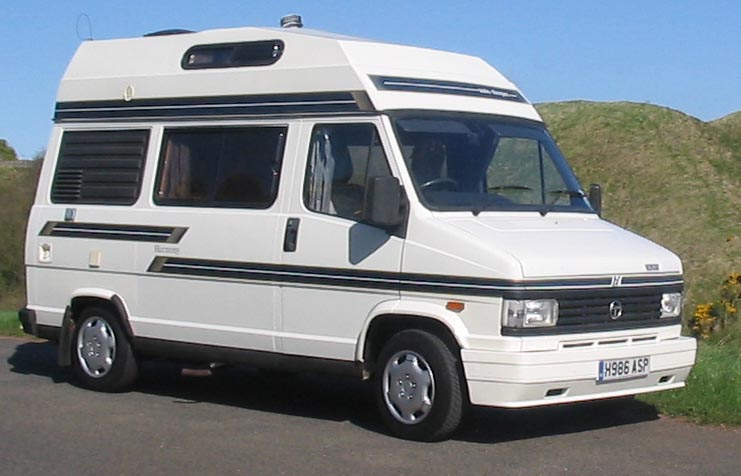
L'autocaravana Autosleeper Harmony "top top"

Basat en una furgoneta alta, normalment d'entre 2,8 i 4,5 tones de pes brut del vehicle, sense modificacions importants a la carrosseria de la carrosseria. Llits normalment fixats al seu lloc o construïts mitjançant seients i taules mòbils. Cabines de dutxa i lavabo de vegades equipades.
Els vehicles base típics en són els mateixos que els dissenys de carrosseria anteriors. Sovint una furgoneta Dodge, GMC o Ford es converteix professionalment en un top.

### Teulada ascendent (RR)

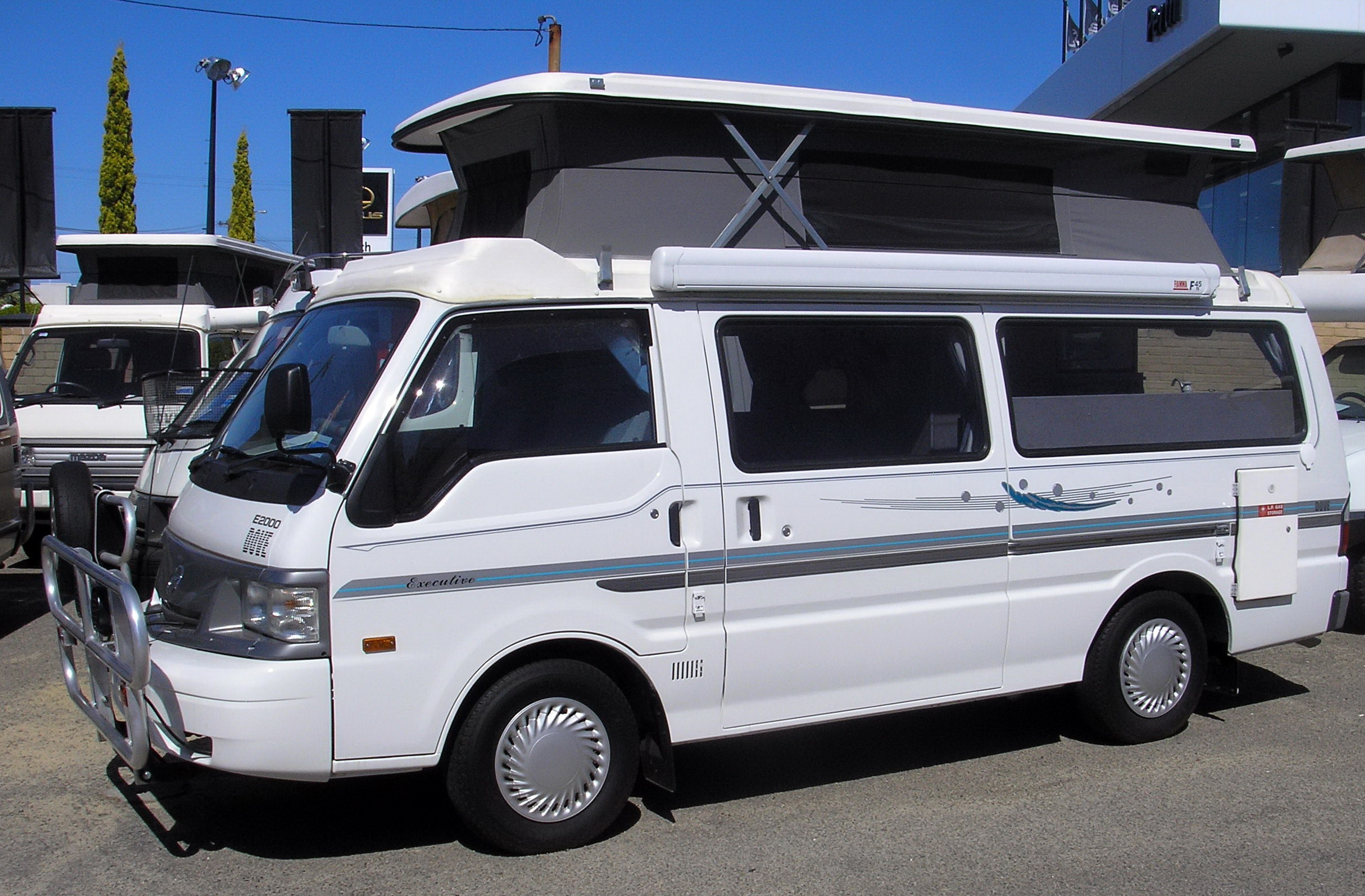
Mazda "sostre ascendent" autocaravana

Sovint es basa en una furgoneta relativament petita, normalment de 2 a 3 tones de pes brut del vehicle, com per exemple la Volkswagen Tipus 2 clàssica, i amb un sostre que s'aixeca, generalment amb els laterals de tela, d'una manera diferent de com ho faria la tenda de campanya per a sostre. El llit es troba típicament al sostre ascendent, però també de vegades està construït mitjançant seients i taules mòbils. De vegades, s'utilitza un sostre ascendent per permetre estar dret dintre del vehicle. Rarament hi ha dutxa i lavabo.

### Coberta fixa
També es coneix com a "furgonetes de surfista" (o "autobusos de surf") i "furgonetes de dia". Normalment de mida similar als dissenys de teulada ascendent. Els llits normalment es construeixen mitjançant seients i taules mòbils. Molt rarament hi ha dutxa i lavabo.
La Volkswagen Transporter i el Mercedes-Benz Vito en són vehicles de base particularment habituals. S'han convertit en els successors de la Volkswagen Type 2 clàssica. Es poden utilitzar furgonetes una mica més petites, com el Fiat Scudo; de vegades, fins i tot furgonetes més petites, com el Fiat Doblò, s'utilitzen per fabricar autocaravanes lleugeres,,amb instal·lacions mínimes més enllà de l'espai per a dormir-hi.

### Desmuntable

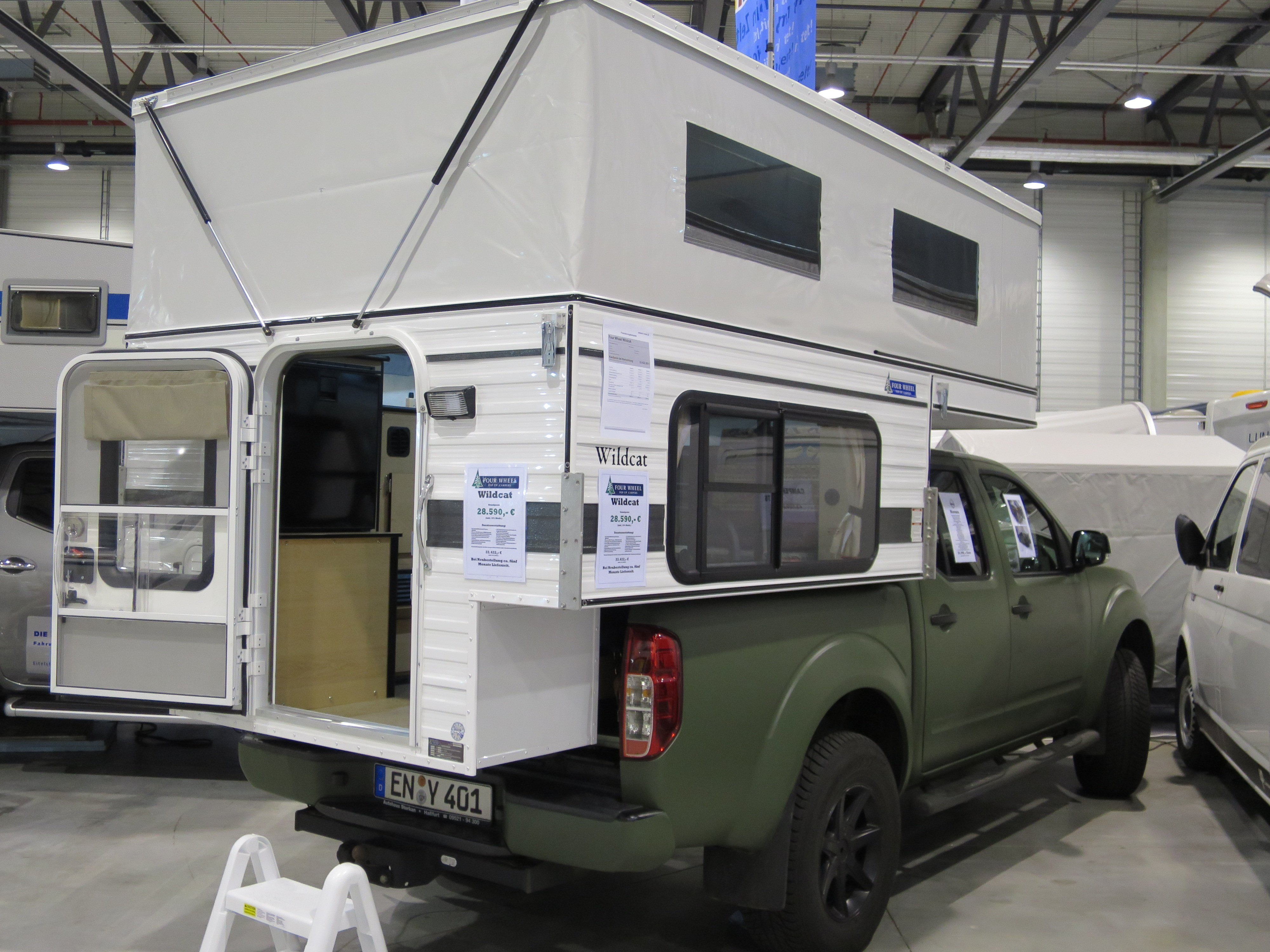
Nissan Navara desmuntable

Consten d'una carrosseria la qual es pot extraure als càmpings per permetre l'ús del vehicle.
Els vehicles Ford, Toyota, Nissan i Mitsubishi en són bases habituals.

## Conversions de furgonetes nord-americanes

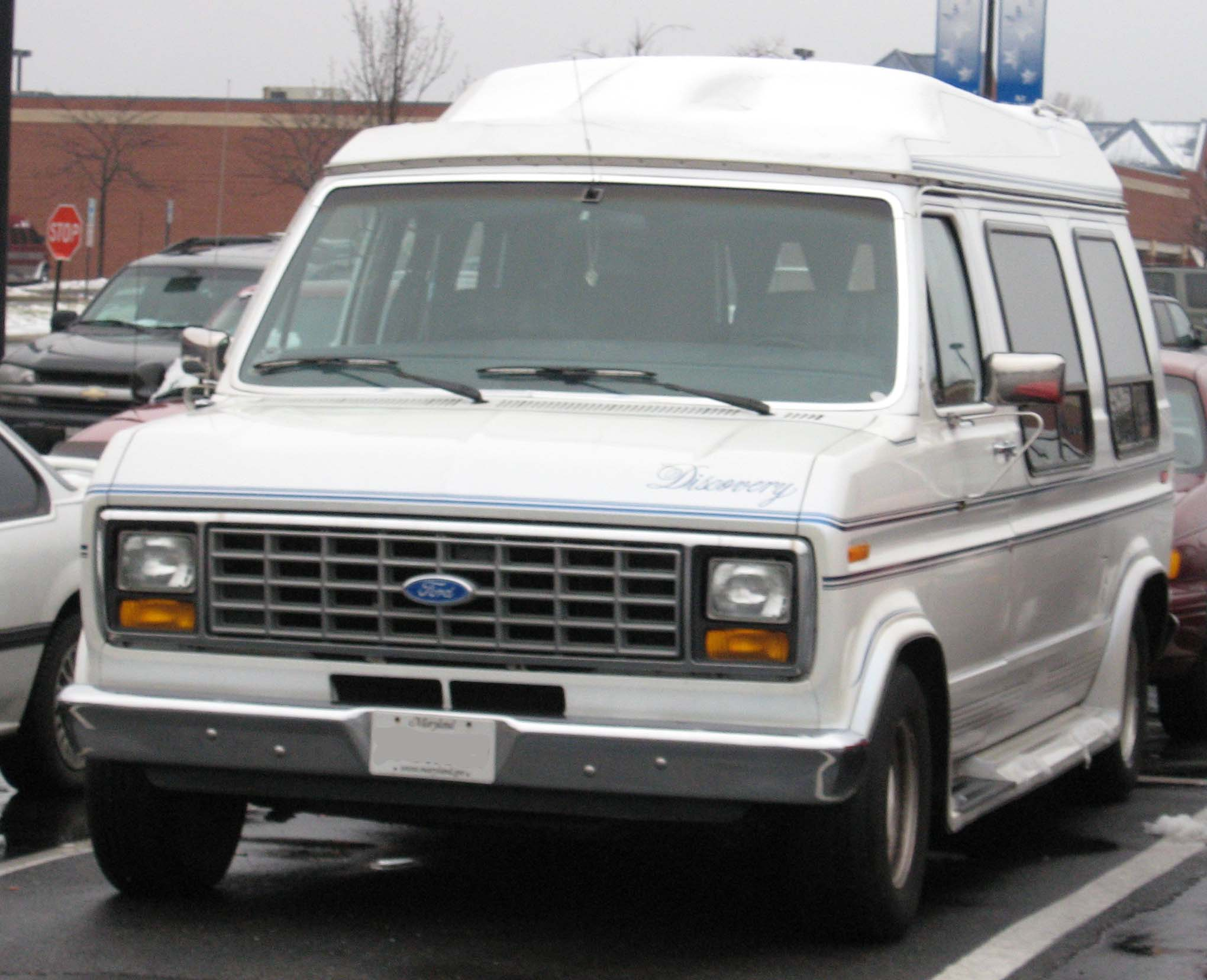
Conversió de camioneta Ford Econoline

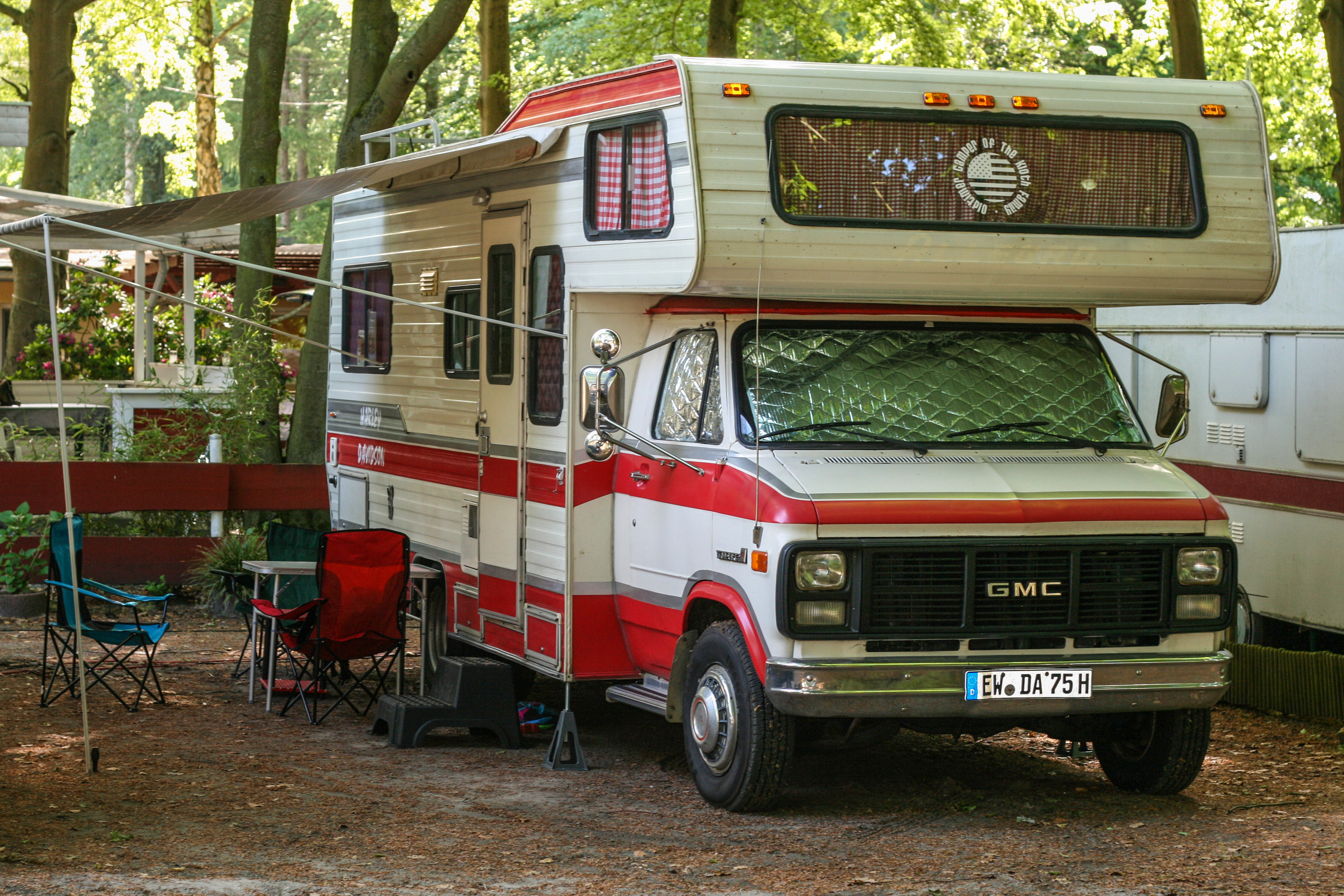
GMC Vandura

Des de la dècada de 1970, les furgonetes japoneses com la Toyota HiAce i la Datsun Urvan —així com els models europeus basats en les furgonetes Ford Transit, Fiat Ducato i Bedford— s'han popularitzat com a vehicles base per a les conversions.

## Serveis
Una càmper moderna pot contenir totes les funcions següents (o almenys algunes):
- Nevera de gas propà / elèctrica[5]
- Fogons o graelles de gas propà / elèctric[6]
- Forn de microones[7]
- Forn
- Escalfador d'aigua elèctric amb gas propà[8]
- Un o més llits, alguns dels quals es poden plegar per utilitzar-los com a seients durant el dia[9]
- Electricitat subministrada per una bateria domestica o connexió externa[10]
- Lavabo encastat amb dipòsit d'eliminació extraïble: un vàter de rentat amb accés generalment a l'exterior de la camioneta per buidar-lo fàcilment. Alguns models tenen un sistema giratori per obtenir més espai.[11]
- Dutxa
- Televisió (amb antena i / o antena parabòlica)
- Aire condicionat
- Escalfador d'habitacions o calefacció central
- Dipòsit d'aigua potable
- Dipòsit d'aigües residuals per a aigües "grises" (rentades) i negres (clavegueres)
- Tendal exterior extensible: una pantalla extensible de lona que ofereix protecció contra el sol.
- Generador: alimentat per gasolina, dièsel o propà.
- Panells solars: per generar electricitat addicional
- Portabicicletes: un dispositiu de transport de bicicletes, generalment fixat a la part posterior de la furgoneta.